# Hunebed van Mander
Het Hunebed van Mander (O2) was een hunebed uit het neolithicum ten noordoosten van Mander en is gelegen in de Nederlandse gemeente Tubbergen in Overijssel. Het hunebed kreeg volgens het coderingssysteem van hunebedonderzoeker professor Van Giffen de code O2. Het hunebed met nabije vlakgraven is een rijksmonument.
In de buurt van het hunebed liggen de Mandercirkels en de Galgenberg.

## Ontdekking en onderzoek
In 1957 werd het hunebed ontdekt. Kort na de ontdekking werd het gesloopte hunebed onderzocht door C.C.J.W. Hijszeler, conservator van het Rijksmuseum Twenthe/Oudheidkamer Twente. De in de ondergrond aangetroffen sporen werden op tekening gebracht. Tevens werden bij het onderzoek scherven gevonden van in totaal meer dan 300 potten.
In oktober 1995 werd de locatie opnieuw onderzocht door provinciaal archeoloog A.D. Verlinde van het ROB. Van het hunebed bleken slechts de sporen van een drietal kuilen van draagstenen terug te vinden te zijn.

## Opbouw
Uit de onderzoeken kan worden afgeleid dat het hunebed waarschijnlijk zes paar zijstenen heeft gehad en hoe groot de omvang van de dekheuvel moet zijn geweest. De buitenwerkse afmetingen van de kelder zouden een afmeting gehad hebben van ongeveer 13 bij 5 meter. De heuvel is na de onderzoekingen terug opgeworpen.

## Nabije vondsten
Ten zuiden van de ingang heeft men drie aardewerkbijzettingen gevonden. Ten zuidoosten van het hunebed heeft men een klein vlakgravenveld gevonden waar zes graven van de trechterbekercultuur gevonden zijn. De aardewerkvondsten suggereren dat vlakgraven en hunebed gelijktijdig in gebruik zijn geweest.